# Chrysolina brunsvicensis
Chrysolina brunsvicensis är en skalbaggsart som först beskrevs av Johann Ludwig Christian Gravenhorst 1807.  Chrysolina brunsvicensis ingår i släktet Chrysolina, och familjen bladbaggar. Arten har ej påträffats i Sverige.